# Samsung Rugby
Samsung Rugby — это серия мобильных телефонов повышенной прочности, выпускаемых компанией Samsung Electronics. Модельный ряд состоит из следующих смартфонов:
- Samsung Rugby (SGH-A836) также (SGH-A837) телефоны-раскладушки.
- Samsung Rugby II (SGH-A847M), прочный телефон-раскладушка.
- Samsung Rugby Smart (SGH-i847), Android-смартфон с тактовой частотой 1,4 ГГц для AT&T Mobility[1].
- Samsung Galaxy Rugby (GT-S5690M), урезанная канадская версия Samsung Rugby Smart для Bell Mobility и Rogers Wireless с процессором 800 МГц.
- Samsung Galaxy Rugby Pro (SGH-i547), телефон Android 4.0 Ice Cream Sandwich с поддержкой LTE на базе Rugby Smart, но с процессором 1,5 ГГц.
- Samsung Galaxy Rugby LTE (SGH-i547C), канадская версия Rugby Pro с процессором 1,5 ГГц и поддержкой LTE для Telus Mobility и Bell Mobility.
- Samsung Rugby 3, прочный телефон-раскладушка со спецификацией 810G, анонсированный 12 ноября 2012 года для AT&T, который будет поддерживать «Enhanced PTT», но не будет поддерживать 4G.
- Samsung Rugby 4 (SM-B780W), обновление Rugby 3, выпущенное в октябре 2014 года, включая подключение к Wi-Fi в качестве основной новой функции.